# Bedeutende Bauwerke
Bedeutende Bauwerke ist der Titel dreier Briefmarkenserien, die in den Jahren 1967, 1968 und 1969 von der Deutschen Post der DDR ausgegeben wurden. Alle Motive entwarf Dietrich Dorfstecher.

## Liste der Ausgaben und Motive
Legende
- Bild: Eine bearbeitete Abbildung der genannten Marke. Das Verhältnis der Größe der Briefmarken zueinander ist in diesem Artikel annähernd maßstabsgerecht dargestellt. Sollten keine Marken abgebildet sein, liegt es daran, dass das Urheberrecht des Künstlers noch nicht erloschen ist.
- Beschreibung: Eine Kurzbeschreibung des Motivs und/oder des Ausgabegrundes. Bei ausgegebenen Serien oder Blocks werden die zusammengehörigen Beschreibungen mit einer Markierung versehen eingerückt.
- Wert: Der Frankaturwert der einzelnen Marke in Pfennig. Ein „+“ bedeutet, dass es sich um eine Zuschlagsmarke handelt (= Frankaturwert + Spende).
- Ausgabedatum: Das Datum des erstmaligen Verkaufs dieser Briefmarke.
- Auflage: Soweit bekannt, wird hier die zum Verkauf angebotene Anzahl dieser Ausgabe angegeben.
- Entwurf: Soweit bekannt, wird hier angegeben, von wem der Entwurf dieser Marke stammt.
- Mi.-Nr.: Diese Briefmarke wird im Michel-Katalog unter der entsprechenden Nummer gelistet.

| Bild | Beschreibung                                                     | Wert | Ausgabe- datum  | Auflage    | Entwurf              | Mi.-Nr. |
|      | Bedeutende Bauwerke (I) - Schloss Wörlitz (erbaut 1769–1773)     | 5    | 24. Januar 1967 | 6.000.000  | Dietrich Dorfstecher | 1245    |
|      | - Rathaus Stralsund, Nordfassade am Markt (erbaut um 1500)       | 10   | 24. Januar 1967 | 10.000.000 | Dietrich Dorfstecher | 1246    |
|      | - Kloster Chorin, Westfassade (erbaut um 1300)                   | 15   | 24. Januar 1967 | 5.000.000  | Dietrich Dorfstecher | 1247    |
|      | - Ribbeckhaus in Berlin, Fassade (erbaut 1624)                   | 20   | 24. Januar 1967 | 11.000.000 | Dietrich Dorfstecher | 1248    |
|      | - Schloss Moritzburg, Zeitz (erbaut 1657–1667)                   | 25   | 24. Januar 1967 | 4.000.000  | Dietrich Dorfstecher | 1249    |
|      | - Ehemaliges Altes Rathaus Potsdam (erbaut 1753)                 | 40   | 24. Januar 1967 | 1.500.000  | Dietrich Dorfstecher | 1250    |
|      | Bedeutende Bauwerke (II) - Rathaus Wernigerode                   | 10   | 25. Juni 1968   | 9.000.000  | Dietrich Dorfstecher | 1379    |
|      | - Schloss Moritzburg bei Dresden                                 | 20   | 25. Juni 1968   | 8.000.000  | Dietrich Dorfstecher | 1380    |
|      | - Rathaus Greifswald                                             | 25   | 25. Juni 1968   | 5.000.000  | Dietrich Dorfstecher | 1381    |
|      | - Neues Palais, Sanssouci, Potsdam                               | 30   | 25. Juni 1968   | 1.600.000  | Dietrich Dorfstecher | 1382    |
|      | Bedeutende Bauwerke (III) - Rathaus Tangermünde (erbaut um 1430) | 5    | 15. Januar 1969 | 8.000.000  | Dietrich Dorfstecher | 1434    |
|      | - Deutsche Staatsoper Berlin (erbaut 1741–1743)                  | 10   | 15. Januar 1969 | 12.000.000 | Dietrich Dorfstecher | 1435    |
|      | - Wallpavillon, Dresdner Zwinger (erbaut 1709–1732)              | 20   | 15. Januar 1969 | 12.000.000 | Dietrich Dorfstecher | 1436    |
|      | - Bürgerhaus, Luckau (erbaut 1699)                               | 25   | 15. Januar 1969 | 1.700.000  | Dietrich Dorfstecher | 1437    |
|      | - Dornburger Rokoko-Schloss (erbaut 1736–1747)                   | 30   | 15. Januar 1969 | 3.500.000  | Dietrich Dorfstecher | 1438    |
|      | - Haus zum Stockfisch, Erfurt (erbaut 1607)                      | 40   | 15. Januar 1969 | 4.000.000  | Dietrich Dorfstecher | 1439    |